# Maladie occlusive aorto-iliaque
 (février 2025).

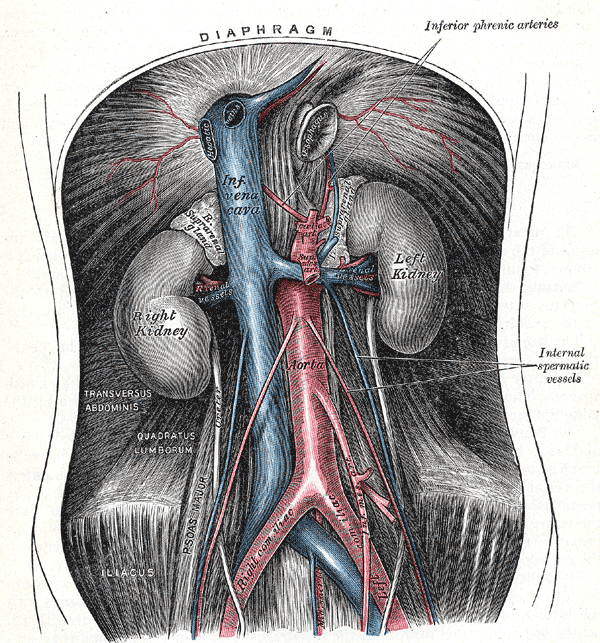
Schéma de l'artère aorte descendante et des artères iliaques communes

La maladie occlusive aorto-iliaque, également connu sous le nom de syndrome de Leriche, est une maladie rare concernant l'occlusion de l'aorte abdominale et de sa bifurcation . C'est une forme spécifique d'artériopathie oblitérante des membres inférieures.

## Symptômes
Les symptômes cliniques touchent essentiellement le bas du corps, mais pas uniquement :
- Jambes froides
- Engourdissement membre inférieur
- Atrophie musculaire
- Douleur à la marche
- Impuissance
- Pas de pouls artériel ressenti sur l'ensemble des membres inférieurs

## Étiologie
Les facteurs de risque sont multiples et peuvent inclure :
- Athérosclérose ;
- Hypertension artérielle ;
- Diabète ;
- Tabagisme ;
- Hypercholestérolémie ;
- Obésité.